# Ruddiman-Hypothese

Der globale Temperaturverlauf der letzten 7000 Jahre weicht, so die Hypothese Ruddimans, wegen früher menschlicher Treibhausgasemissionen vom erwarteten natürlichen Verlauf ab

Die Ruddiman-Hypothese (oft englisch early-anthropogenic hypothesis ‚Hypothese vom frühen menschlichen Einfluss auf das Klima‘, gelegentlich auch englisch early anthropocene hypothesis ‚Hypothese von einem frühen Anthropozän‘) ist nach dem Paläoklimatologen William Ruddiman benannt, der die vor 7000 bzw. 5000 Jahren beginnende leichte Zunahme der Kohlenstoffdioxid- und Methankonzentrationen in der Erdatmosphäre mit menschlichem Einfluss durch frühe Landwirtschaft erklärt. Die höheren Konzentrationen dieser Treibhausgase bewirkten nach Ruddimans Ansicht – schon vor ihrem steilen Anstieg mit Beginn der Industrialisierung und der gegenwärtigen globalen Erwärmung – eine leichte Erwärmung der Erde, die ausgereicht habe, den Eintritt des nächsten Glazials zu verhindern beziehungsweise im Rahmen natürlicher Klimaveränderungen deutlich zu verzögern.

## Treibhausgaskonzentrationen im Holozän
Messungen in Eisbohrkernen zeigen im Holozän, der gegenwärtigen Zwischeneiszeit (Interglazial), für die Treibhausgase Kohlenstoffdioxid (CO2) und Methan (CH4) zunächst leicht abnehmende Konzentrationen, bis sie vor etwa 7000 Jahren (CO2, um ca. 20 ppm) bzw. 5000 Jahren (CH4, um gut 100 ppb) wieder leicht zu steigen begannen.
Zur Erklärung der gestiegenen CO2-Konzentrationen wurden verschiedene natürliche Prozesse vorgeschlagen, darunter die Karbonatkompensationshypothese und die Korallenriffhypothese. Beide Erklärungen gehen von einer verzögerten Rückkopplung aus, die über eine verstärkte Ablagerung von Kalziumkarbonat (CaCO3) zu geringeren Konzentrationen an Carbonat-Ionen (CO32−) in den Weltmeeren geführt hätte. Im chemischen Gleichgewicht geht diese Rückkopplung mit geringeren CO2-Konzentrationen in den Meeren und höheren in der Atmosphäre einher.
Laut William Ruddiman ist der Konzentrations- und Temperaturverlauf seit dem mittleren Holozän, im Vergleich zu früheren Zwischeneiszeiten, ungewöhnlich und spricht gegen natürliche Ursachen. Er stellte 2003 die Hypothese von einem frühen menschlichen Klimaeinfluss durch die landwirtschaftliche Entwicklung vor. Die damals zunehmende Entwaldung hätte wesentliche Mengen an CO2 freigesetzt, Nassreisanbau und Viehhaltung zu Methanemissionen geführt. Die dadurch steigenden Treibhausgaskonzentrationen hätten zu dem abweichenden Temperaturverlauf geführt.
Ein Korollar von Ruddimans Hypothese ist, dass zurückgehende menschliche Landnutzung und die damit einhergehende Wiederbewaldung die CO2-Konzentrationen signifikant senkt. Der dramatische Bevölkerungsrückgang in Amerika zwischen 1492 und 1700 um schätzungsweise 90 % und auch der durch mittelalterliche und frühneuzeitliche Pandemien in Europa ausgelöste Rückgang könnte einen Teil der Abkühlung während der kleinen Eiszeit erklären.

## Vergleich mit früheren Eiszeitzyklen

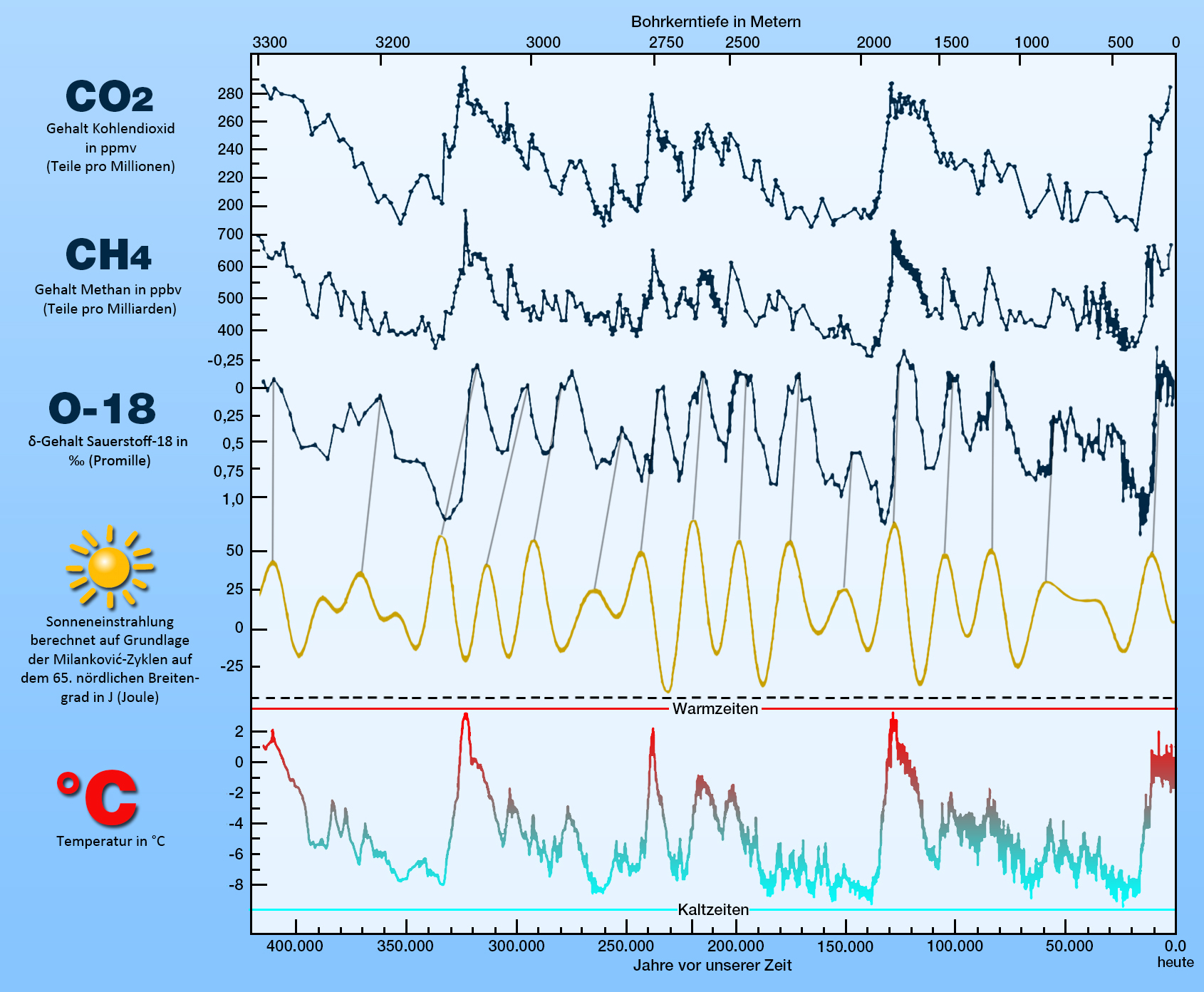
Gleichförmige Schwankungen der Sonneneinstrahlung, Temperaturen sowie Methan- und Kohlenstoffdioxidkonzentrationen über die letzten 400.000 Jahre

Die Erdbahn und Erdachse unterliegen zyklischen Schwankungen über einen Zeitraum von Jahrtausenden, die Änderungen der Sonneneinstrahlung bewirken und wahrscheinlich Auslöser des Wechsels zwischen Glazialen und Interglazialen sind (→ Milanković-Zyklen).
Aus Eisbohrkernen lassen sich Kohlenstoffdioxid- und Methankonzentrationen der letzten einigen hunderttausend Jahre rekonstruieren. Darüber hinaus liefern sie Wasserstoff-Isotopen-Verhältnisse δD (Deuterium-Abreicherung), die Aufschluss über vergangene Temperaturen geben. Aus dem Meeresboden können Sauerstoffisotopen-Verhältnisse δ18O gewonnen werden, anhand derer sich ebenfalls Temperaturen rekonstruieren lassen. In vergangenen Eiszeitzyklen gingen die Konzentrationen der beiden Treibhausgase und die Temperaturen mit der Sonneneinstrahlung zurück. Der Verlauf der für das Holozän aus einem antarktischen Eisbohrkern (Dome C des EPICA-Projektes) und weltweit aus Ozeansedimenten gewonnenen Kurven beginnt ab dem mittleren Holozän wieder zu steigen und weicht damit von den Kurven der vergangenen Zwischeneiszeiten ab.
Von besonderem Interesse für einen Vergleich sind Zwischeneiszeiten, in denen die orbitalen Parameter denen des Holozäns besonders nahe kommen. Ursprünglich nahm man an, dass das Interglazial der Marinen Sauerstoff-Isotopenstufe 11 (MIS 11) dem Holozän am ähnlichsten wäre. Es unterscheidet sich aber deutlich in der Neigung der Erdachse zur Sonnenumlaufbahn. Inzwischen gilt die Stufe MIS 19 als die beste Entsprechung, die in den letzten 800.000 Jahren zu finden ist. Die Klimaentwicklung in dieser Zwischeneiszeit, die keinem menschlichen Einfluss unterlag, führte bei den damals niedrigeren Treibhausgaskonzentrationen in eine Kaltzeit. Hätten die Treibhausgaskonzentrationen im späten Holozän auf einem ähnlichen Niveau gelegen, so hätte dies, einigen Klimasimulationen zufolge, vor etwa 1000 Jahren den Beginn des nächsten Glazials bedeutet. Das deutet gemäß der Hypothese vom frühen anthropogenen Klimaeinfluss darauf hin, dass nicht natürliche Faktoren, sondern menschliche Aktivität die Treibhausgaskonzentrationen und den Verlauf des Klimas beeinflusst haben.

## Emissionen aus früher Landwirtschaft

### Methan

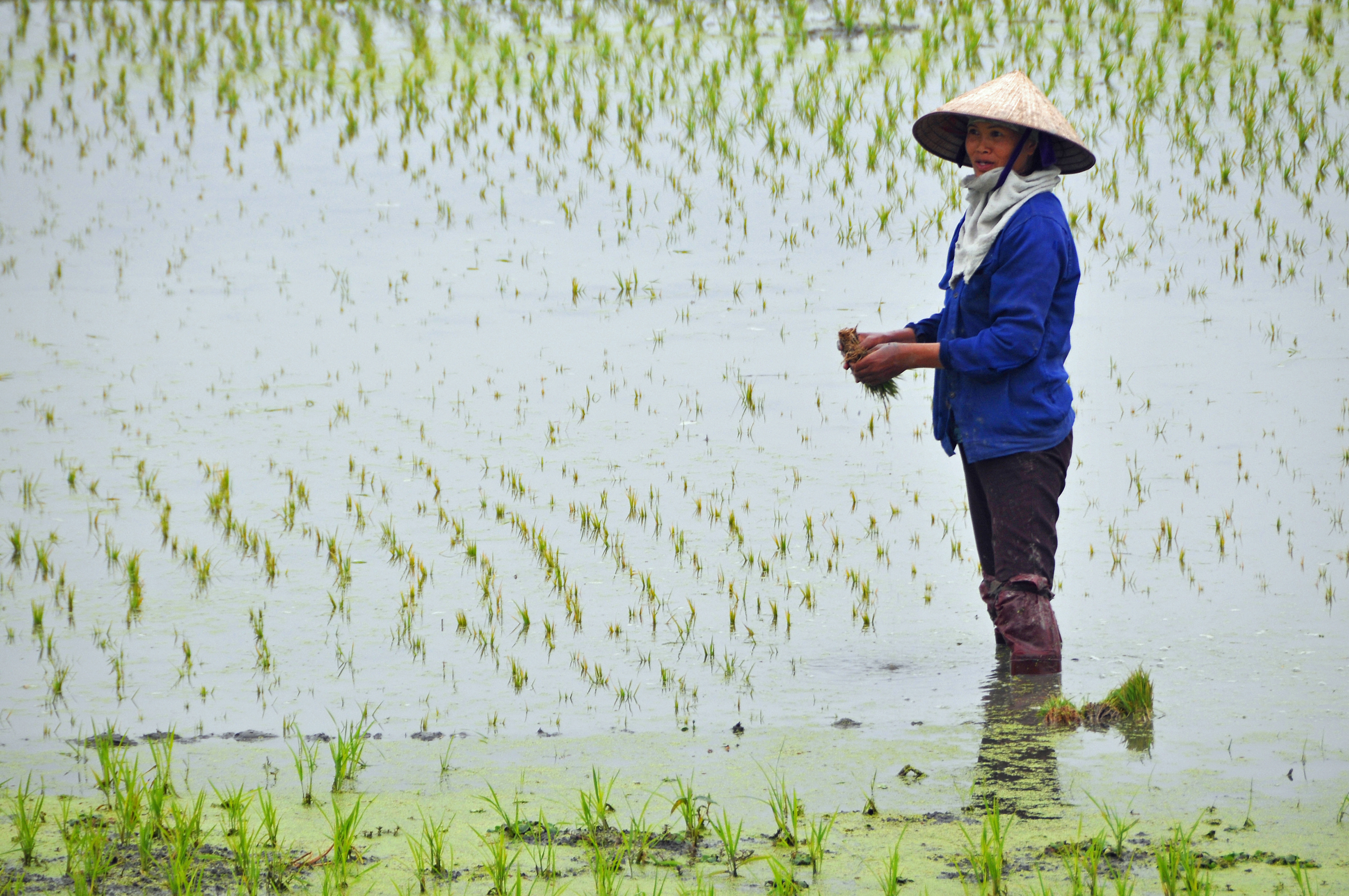
Nassreisanbau, bei dem größere Mengen Methan entstehen, begann sich vor ca. 5000 Jahren auszubreiten

Die Methankonzentrationen schwankten in früheren Eiszeitzyklen in etwa im Gleichklang mit den Änderungen der Erdbahn und -achse bzw. der Sonneneinstrahlung. Eine natürliche Erklärung hierfür sind Veränderungen des Sommermonsuns: Wenn der solare Strahlungsantrieb im Norden höher ist, erwärmen sich die Landmassen der Nordhemisphäre stärker, wodurch die Intensität des Monsuns zunimmt. In vom Monsunregen überschwemmten Feuchtgebieten verrottet dann organisches Material unter Sauerstoffabschluss und es wird vermehrt Methan freigesetzt. Mit dem Rückgang des orbitalen Strahlungsantriebs gingen die Methankonzentrationen wieder zurück. Ähnlich entwickelte sich die Methankonzentration im Holozän, bis sie vor ca. 5000 Jahren wieder auf ca. 100 ppb über den erwarteten Wert zu steigen beginnt. Etwa zu dieser Zeit begann der Nassreisanbau, der sich von Gebieten am Jangtse bis vor ca. 1000 Jahren über ganz Südostasien ausbreitete. Der frühe Nassreisanbau war wahrscheinlich sehr ineffizient und setzte, für die gleiche Produktionsmenge, größere Flächen länger unter Wasser als in der jüngeren Vergangenheit.
Der Archäologe Dorian Fuller entwickelte 2011 aus archäologischen und archäobotanischen Daten ein Modell der Ausbreitung des Reisanbaus. Nach seiner Schätzung könnte ein Anstieg von 70 ppb bis vor 1000 Jahren dadurch erklärt werden. Als weitere Methanquellen kommen die sich ausbreitende Viehhaltung in Asien, Afrika und Europa und das Abbrennen von Unkraut und abgeernteten Flächen in Frage. Eine natürliche Erklärung für die Methankonzentrationen könnte ein stärkerer Monsun im Amazonasgebiet sein.
Der fünfte Sachstandsbericht des Weltklimarates IPCC resümierte im Jahr 2013, dass menschliche Methanemissionen „ebenso wahrscheinlich wie nicht“ einen Konzentrationsanstieg um 100 ppb bis 1750 verursacht haben.

### Kohlenstoffdioxid

Verbreitung domestizierter Pflanzen im Holozän

Die vor etwa 7000 Jahren wieder ansteigenden Kohlenstoffdioxidkonzentrationen erklärt die Hypothese vor allem mit Entwaldung infolge der sich ausbreitenden Landwirtschaft in Südwestasien, China, Südasien, Subsahara-Afrika, Mexiko und in den Tropengebieten Südamerikas. Aus zwei Regionen, Europa und China, liegen ausreichend archäologische und paläoökologische Belege vor, um das Ausmaß früher Entwaldung abzuschätzen, für andere Regionen ist das nicht der Fall. Weitere Unsicherheiten resultieren aus nicht genau bekannten natürlichen Einflüssen auf den Kohlenstoffkreislauf, wie Schwankungen des Monsuns, die Aufnahme von Kohlenstoff im Permafrost oder der Beitrag aus den Überschwemmungsgebieten und den Deltas von Flüssen. Hinzu kommen Rückkopplungen in den entwaldeten Gebieten, wie die Änderungen der Albedo (des Reflexionsvermögens der Flächen) und der Evapotranspiration (der Wasserverdunstung). Eine neuere Arbeit weist auf bedeutende Einflüsse auch bei Landnutzung hin, die die Art der Bodenbedeckung nicht ändert – so etwa bei der Beweidung von Savannen. In den Böden sind erhebliche Mengen organischen und anorganischen Kohlenstoffs gespeichert. Bei der Nutzung kann Kohlenstoff in der gleichen Größenordnung frei werden, wie es durch Vegetationsverluste der Fall ist. Auch dazu besteht weiter Forschungsbedarf.
Fraglich ist, wie einige zehn Millionen Menschen, die vor ca. 7000 Jahren Landwirtschaft betrieben, eine vergleichsweise große Landfläche bewirtschaftet haben konnten und warum die Emissionen später, mit weiterem Bevölkerungswachstum, nicht weiter zunahmen. Geht man von konstanter Fläche pro Kopf aus, sind Entwaldung und Kohlenstoffemissionen viel zu niedrig, um Ruddimans Hypothese zu stützen. Hier könnte eine Intensivierung der Landwirtschaft der Schlüssel sein: Während sie anfänglich sehr ineffizient war, reduzierte sich später der Pro-Kopf-Flächenbedarf möglicherweise auf ein Viertel.
Ein weiteres Problem für die Hypothese des frühen menschlichen Klimaeinflusses ist das Verhältnis der aus Eisbohrkernen gewonnenen Kohlenstoffisotope 13C und 12C (δ13C). Vegetation ist verhältnismäßig arm an 13C, bei großräumiger Entwaldung wird also relativ viel 12C freigesetzt und der δ13C-Wert in der Atmosphäre sinkt. Tatsächlich sanken die δ13C-Werte in den letzten 7000 Jahren aber nur geringfügig und deuten auf niedrige Emissionen aus der Vegetation hin. Geht man jedoch davon aus, dass wesentlich größere Mengen des leichten 12C Kohlenstoffisotops als ursprünglich angenommen in Mooren gespeichert wurden, würden die δ13C-Daten im Einklang mit einem Anstieg der CO2-Konzentration um 23 ppm durch menschlichen Emissionen stehen.
Der Weltklimarat konstatierte in seinem fünften Sachstandsbericht, dass menschliche Landnutzung wahrscheinlich nicht die alleinige Ursache für den CO2-Konzentrationsanstieg ist. Eine jüngere Analyse aus dem Jahr 2017 kombinierte aktualisierte Werte der in Mooren und insgesamt in terrestrischen Reservoirs gespeicherten Kohlenstoffmengen mit verschiedenen Modellen menschlicher Landnutzung. Ihre Budgetbetrachtung für den Zeitraum 7000–5000 Jahre vor heute legte den Ozean als primäre Quelle für den CO2-Konzentrationsanstieg in diesem Zeitraum nahe, menschliche Aktivität trug wahrscheinlich weniger als die Hälfte bei. In dem Zeitraum 5000–3000 vor heute spielen menschliche Emissionen keine große Rolle. Die Autoren vermuten, dass u. a. Vegetationsverluste im trockener werdenden nördlichen Afrika und in hohen Breiten ausschlaggebend waren. In dem vor 3000 Jahren beginnenden und bis vor 1000 Jahren reichenden Zeitraum werden menschliche Emissionen aus Landnutzungsänderungen die dominierende Quelle. Für die abnehmenden CO2-Konzentrationen nach dem Jahr 1500 ist Wiederbewaldung infolge von Bevölkerungsrückgängen wahrscheinlich nicht der alleinige Faktor.

## Teilhypothese von der überfälligen Kaltzeit
Der Übergang von Zwischeneiszeiten zu Kaltzeiten wird üblicherweise auf die durch die Änderungen der Erdbahnparameter reduzierte sommerliche Sonneneinstrahlung in borealen Breiten der Nordhalbkugel zurückgeführt. Doch obwohl die sommerliche Sonneneinstrahlung in der Gegenwart nahe ihrem Minimum ist, gibt es, anders als in früheren Eiszeitzyklen, kein Anzeichen des Beginns einer Kaltzeit. Ruddiman schloss an seine These von der menschlichen Verursachung früh gestiegener Treibhausgaskonzentrationen die Teilhypothese an, dass ohne sie die Erde auf dem Weg in ein Glazial wäre. In ersten Modellrechnungen prüfte er diese Teilhypothese und entfernte dazu rechnerisch den mutmaßlichen anthropogenen Beitrag aus der Atmosphäre. Die Ergebnisse legten den Schluss nahe, dass sich unter diesen Bedingungen das Klima heute zu etwa einem Drittel glazialen Bedingungen genähert haben würde.
Auch die Tatsache, dass die besonders ähnliche Zwischeneiszeit der Stufe 19 sich auf dem Weg in das Glazial befand, als sie ein ähnliches Alter erreicht hatte wie jetzt das Holozän, scheint die Hypothese zu stützen. Neueren Modellrechnungen zufolge wurde die Schwelle zu einer Kaltzeit vor Beginn der Industrialisierung nur knapp nicht überschritten. Dies könnte auf die relativ hohen CO2-Konzentrationen des späten Holozän zurückzuführen sein, verbunden mit einer vergleichsweise geringen Exzentrizität der Erde.

## Vorschlag eines frühen Anthropozäns
Im Jahr 2000 argumentierten der Atmosphärenchemiker Paul Crutzen und der Biologe Eugene F. Stoermer, dass die Menschheit sich zu einer signifikanten geologischen Kraft entwickelt habe. Es sei angemessen, von einer neuen geologischen Epoche, dem „Anthropozän“ zu sprechen, die dem Holozän nachfolgt. Als Beginn des Anthropozäns könnte man das Ende des 18. Jahrhunderts ansehen, jene Zeit, für die in Eisbohrkernen der Anstieg der globalen Kohlenstoffdioxid- und Methankonzentrationen nachweisbar wird.
Ruddimans 2003 erschienener Artikel The Anthropogenic Greenhouse Era Began Thousands of Years Ago, in dem er seine Hypothese erstmals formuliert hatte, war eine Replik auf diesen Vorschlag. Sie stellte die Annahme in Frage, dass menschliche Treibhausgasemissionen erst zu Beginn der Industrialisierung einen dauerhaft erkennbaren geologischen Einfluss gehabt hätten. Diesem Gedanken folgend, wurden die frühen Trendänderungen der Methan- oder Kohlenstoffdioxidkonzentrationen als Markierung der neuen Epoche erwogen. Weil aber ihre anthropogene Verursachung nicht geklärt ist und es im Fall des CO2 auch keinen klar erkennbaren Wendepunkt gibt, gilt der Vorschlag als nicht gut geeignet.
Die Anthropozän-Arbeitsgruppe der International Union of Geological Sciences kam zu der Auffassung, dass menschliche Aktivität tatsächlich der Erde ihren allgegenwärtigen und dauerhaften Stempel aufdrückt. Sie verortet den Beginn der neuen Epoche aber Mitte des 20. Jahrhunderts in der Zeit der Great Acceleration, der außerordentlichen Beschleunigung wirtschaftlicher Aktivität und Ressourcenverbrauchs. Der Beginn werde deutlich sichtbar u. a. in den Raten des modernen CO2-Konzentrationsanstiegs, die wahrscheinlich die höchsten seit dem Beginn des Känozoikums vor 66 Mio. Jahren sind. Die Methankonzentrationen steigen seit dem 18. Jahrhundert steil an und erreichten 2004 mehr als das Doppelte dessen, was als vergangenes Maximum aus Eisbohrkernen für die Zeit seit dem Mittelpleistozän rekonstruiert werden konnte. Der vor allem durch fossile Brennstoffe verursachte markante Temperaturanstieg führte das Klima der Nordhemisphäre an den Rand des Schwankungsbereichs des Holozän, in den Tropen und in der Südhemisphäre wahrscheinlich schon darüber hinaus.
Im August 2016 beschloss die Arbeitsgruppe, die Formalisierung des Anthropozäns als eigene Epoche mit Beginn Mitte des 20. Jahrhunderts vorzuschlagen. Gegenwärtig werden geeignete Markierungen und Typlokalitäten evaluiert. Primäre und sekundäre Markierungen auf Basis der Radionukleide 239Pu und 14C, die bei atmosphärischen Kernwaffentests mit Wasserstoffbomben frei wurden, von Kohlenstoffisotopen, dem Auftreten von „Technofossilien“ oder Mikroplastik, Stickstoffisotopen, Flugasche, Schwermetallen und verschiedenen organischen Verbindungen werden in Betracht gezogen. Auf der Basis soll der International Commission on Stratigraphy ein formaler Vorschlag zur Festlegung unterbreitet werden. Ruddiman selbst äußerte sich später zu einer formalen Definition des Anthropozäns ablehnend. Im Mai 2019 sprach sich die Working Group on the ’Anthropocene’ mit deutlicher Mehrheit dafür aus, bis 2021 einen Entwurf für die Einführung des Anthropozäns bei der International Commission on Stratigraphy einzureichen, einschließlich eines endgültigen, geologisch definierten Startpunkts für die neue Epoche.